# Margaret Leighton
Margaret Leighton   (Barnt Green, 26 de febrer de 1922 - Chichester, 13 de gener de 1976) va ser una actriu britànica, coneguda pel seu refinament i exquisit sentit de la grandeur. Va destacar pel seu paper de Hannah Jelkes en l'obra de Tennessee Williams La nit de la iguana.

## Biografia
Nascuda a Barnt Green, Anglaterra, Leighton es va iniciar com a actriu teatral interpretant Dorothy en l'obra Laugh With Me (1938). Va arribar a ser una estrella del Teatre Old Vic, i el seu debut en el circuit de Broadway va tenir lloc encarnant a la Reina en l'obra Enric IV (1946), protagonitzada per Laurence Olivier i Ralph Richardson. Aquesta representació figurava dins d'una gira que la companyia del Old Vic feia als Estats Units, i durant la qual es va representar un total de cinc obres del seu repertori.
Després d'intervenir en dos films britànics, un d'ells Bonnie Prince Charlie (1948), en el qual interpretava a Flora MacDonald acompanyant a David Niven, l'actriu va fer el segon paper femení en la pel·lícula d'Alfred Hitchcock Under Capricorn (1949), amb Ingrid Bergman, Joseph Cotten i Michael Wilding. A més, va treballar amb Walter Pidgeon en el film de crim i misteri de Metro-Goldwyn-Mayer Calling Bulldog Drummond (1951).
Leighton va tenir tres marits: l'editor Max Reinhardt (casats en 1947-divorciats el 1955), l'actor Laurence Harvey (casats el 1957-divorciats el 1961), i l'actor Michael Wilding (casats el 1964). No va tenir fills.
En l'àmbit teatral, va guanyar el Premi Tony a la millor actriu per la seva actuació en Taules separades (1956), i un altre pel seu treball en La nit de la iguana (1962). A més, va ser nominada al mateix premi per Molt soroll per no res (1959, amb John Gielgud) i Tchin-Tchin (1962, amb Anthony Quinn). La seva última actuació a Broadway va ser en el paper de Birdie Hubbard en una reposició de l'obra de Lillian Hellman La lloba (obra de teatre) (1967), protagonitzada per Anne Bancroft com a Regina Giddens.
Leighton va tenir també una notable llista d'actuacions televisives, destacant entre elles les que va fer per als programes Alfred Hitchcock Presents, Ben Casey i Burke's Law. A més, va guanyar un Emmy a la millor actriu de repartiment - Serie dramàtica per Hamlet (1970), i va ser nominada el 1966 per a un altre Emmy per quatre episodis de Dr. Kildare.
Per la seva actuació com Mrs. Maudsley en El missatger (1970), Leighton va guanyar el premi BAFTA a la millor actriu secundària, havent estat anteriorment nominada al BAFTA a la millor actriu britànica pel seu treball com Valerie Carrington en Carrington V.C. (1955). Finalment, va ser nominada a l'Oscar a la millor actriu secundària per El missatger.
Margaret Leighton va morir el 1976 el Chichester, Anglaterra, a causa d'una esclerosi múltiple. Tenia 53 anys.

## Filmografia

### Cinema
- The Winslow Boy (1948) (British Lion Films): Catherine Winslow
- Bonnie Prince Charlie (1948) (London Film Productions): Flora MacDonald
- Under Capricorn (1949) (Warner Bros.): Milly
- The Astonished Heart (1949) (General Film Distributors): Leonora Vail
- El llibertador (The Elusive Pimpernel) (1950) (British Lion Films): Marguerite Blakeney
- Calling Bulldog Drummond (1951) (MGM): Sergent Helen Smith
- Home at Seven (1952) (British Lion Films): Janet Preston
- The Holly and the Ivy (1952) (London Film Productions): Margaret Gregory
- The Teckman Mystery (1954) (Associated Artists Productions): Helen Teckman
- The Good Die Young (1954) (United Artists): Eve Ravenscourt
- Carrington'' V.C. (1955) (Kingsley-International Pictures): Valerie Carrington
- The Constant Husband (1955) (British Lion Films): Miss Chesterman
- The Passionate Stranger (1957) (British Lion Films): Judith Wynter/Leonie
- The Sound and the Fury (1959) (20th Century Fox): Caddy Compson
- El millor amant del món (Waltz of the Toreadors) (1962) (The Rank Organisation Film Productions): Emily Fitzjohn
- The Third Secret (1964) (20th Century Fox)
- El millor (The Best Man) (1964) (United Artists): Alice Russell
- Estimats difunts (The Loved One) (1965) (MGM): Mrs. Helen Kenton
- Set dones (7 Women) (1966) (MGM): Agatha Andrews[4]
- La boja de Chaillot (The Madwoman of Chaillot) (1969) (Warner Bros.): Constance, la boja de Passy
- El missatger (The Go-Between) (1970) (EMI Distribution): Mrs. Maudsley[4]
- Joc de tres (Zee and Co.) (1972) (Columbia): Gladys:
- Lady Caroline Lamb (1972) (MGM-EMI): Lady Melbourne
- A Bequest to the Nation (1973) (Universal): Lady Frances Nelson
- From Beyond the Grave (1973) (Warner Bros.): Madame Orloff en el segment The Elemental
- Galileo (1975) (The American Film Theatre): Dona major en el tribunal
- Trial by Combat (1976) (Combat-Warner Bros.): Dt. Gore

### Televisió
- Laugh With Me (1938) (BBC): Dorothy
- As You Like It (1953) (BBC): Rosalind
- The Browning Version (1948) (CBS): Millie
- An Ideal Husband (1969) (BBC): Mrs. Cheveley
- Hamlet (1970) (NBC): Gertrude
- The Upper Crusts (1973) (sèrie) (ITV): Lady Seacroft
- Frankenstein: The True Story (1973) (NBC): Francoise DuVal
- Great Expectations (1974) (NBC): Miss Havisham
- Space: 1999 (Primera temporada, episodi "Collision Course") (1975) (ITC): Arra

### Teatre
- The Little Foxes, 1967
- Slapstick Tragedy, 1966
- The Chinese Prime Minister, 1964
- Tchin-Tchin, 1962
- The Night of the Iguana, 1961
- Much Ado About Nothing, 1959
- Separate Tables, 1957
- The Critic, 1946
- Oedipus Rex, 1946
- Uncle Vanya, 1946
- King Henry IV, Part II, 1946
- King Henry IV, Part I, 1946